# Unidad ecológica
Las unidades ecológicas comprenden conceptos como población, comunidad y, en particular, el ecosistema como unidad básica, que se encuentran en la base de la teoría ecológica y su investigación. Se pueden identificar dos rasgos comunes en todas las culturas:
1. La unidad a menudo se define en términos de límite geográfico / límite natural (límite marítimo, cuencas hidrográficas, etc.)
2. Los componentes abióticos y los organismos dentro de la unidad se consideran interconectados.